# Comune di Farsø
Il comune di Farsø è stato, fino al 1º gennaio 2007, un comune danese, situato nella contea dello Jutland Settentrionale. Il comune aveva una popolazione di 7 991 abitanti (2005) e una superficie di 201 km². Capoluogo era la cittadina omonima.
Dal 1º gennaio 2007, con l'entrata in vigore della riforma amministrativa, il comune è stato soppresso e accorpato ai comuni di Aalestrup, Løgstør e Aars per dare luogo al neo-costituito comune di Vesthimmerland, compreso nella regione dello Jutland Settentrionale.